# Urubamba

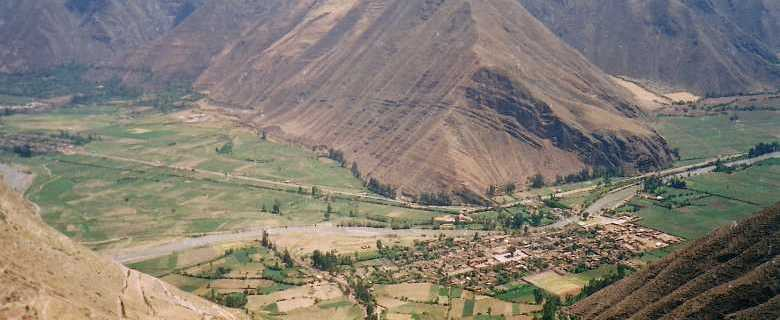

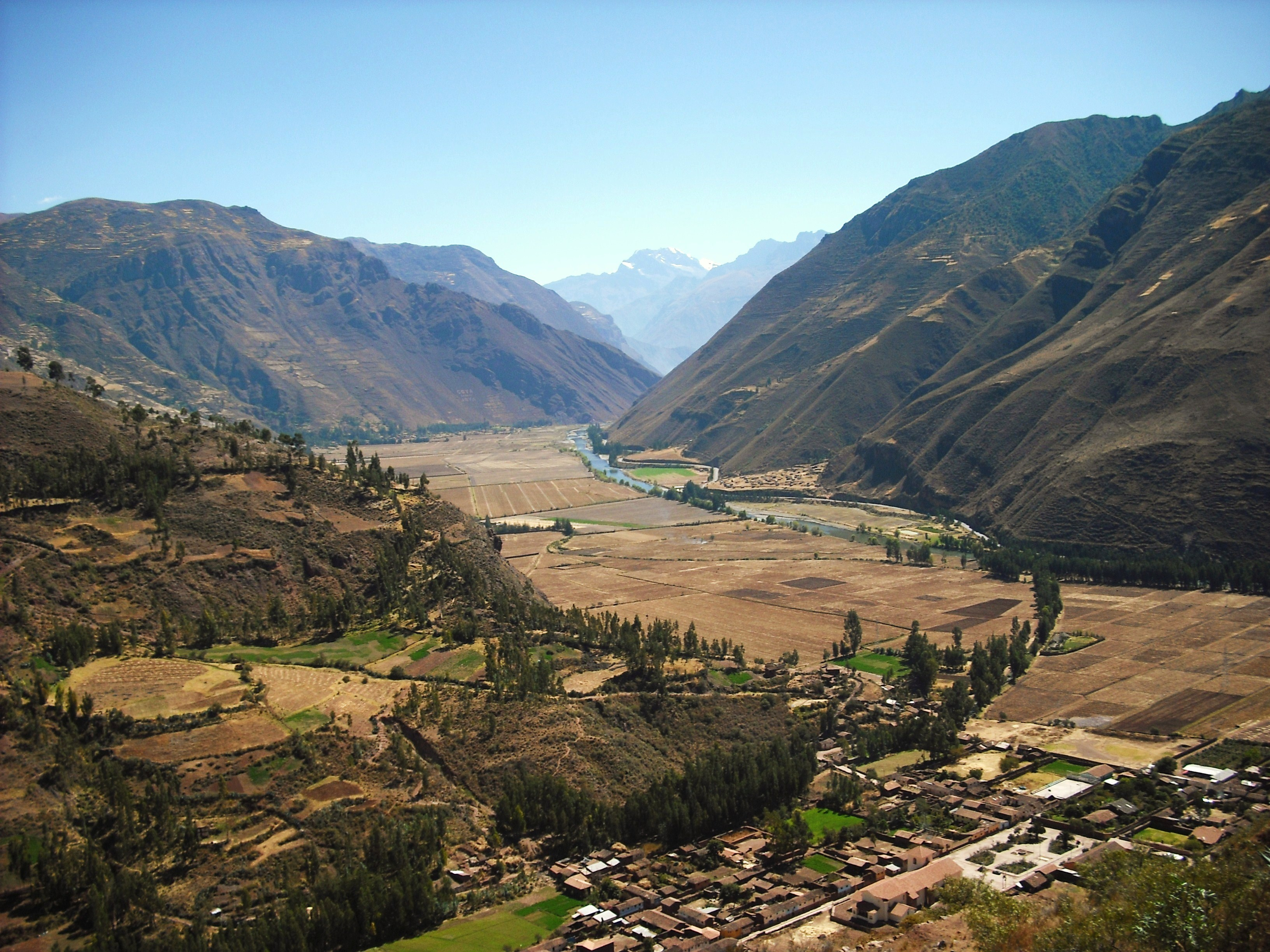

Urubamba, Río Urubamba – rzeka w południowym Peru, w górnym biegu nazywana Vilcanota, jedna ze źródłowych rzek Amazonki. Jej długość wynosi 725 km, źródła w Andach Środkowych. Po połączeniu z rzeką Apurímac tworzy rzekę Ukajali. Występują na niej liczne progi i wodospady. Liczne elektrownie wodne. 
Wzdłuż górnego i środkowego biegu znajdują się ruiny osiedli Inków, z których najsłynniejsze to Pisac, Machu Picchu i Ollantaytambo. Na zboczach dolin, w pobliżu miejscowości Maras znajduje się kompleks ponad 5000 salin.